# Great Dixter

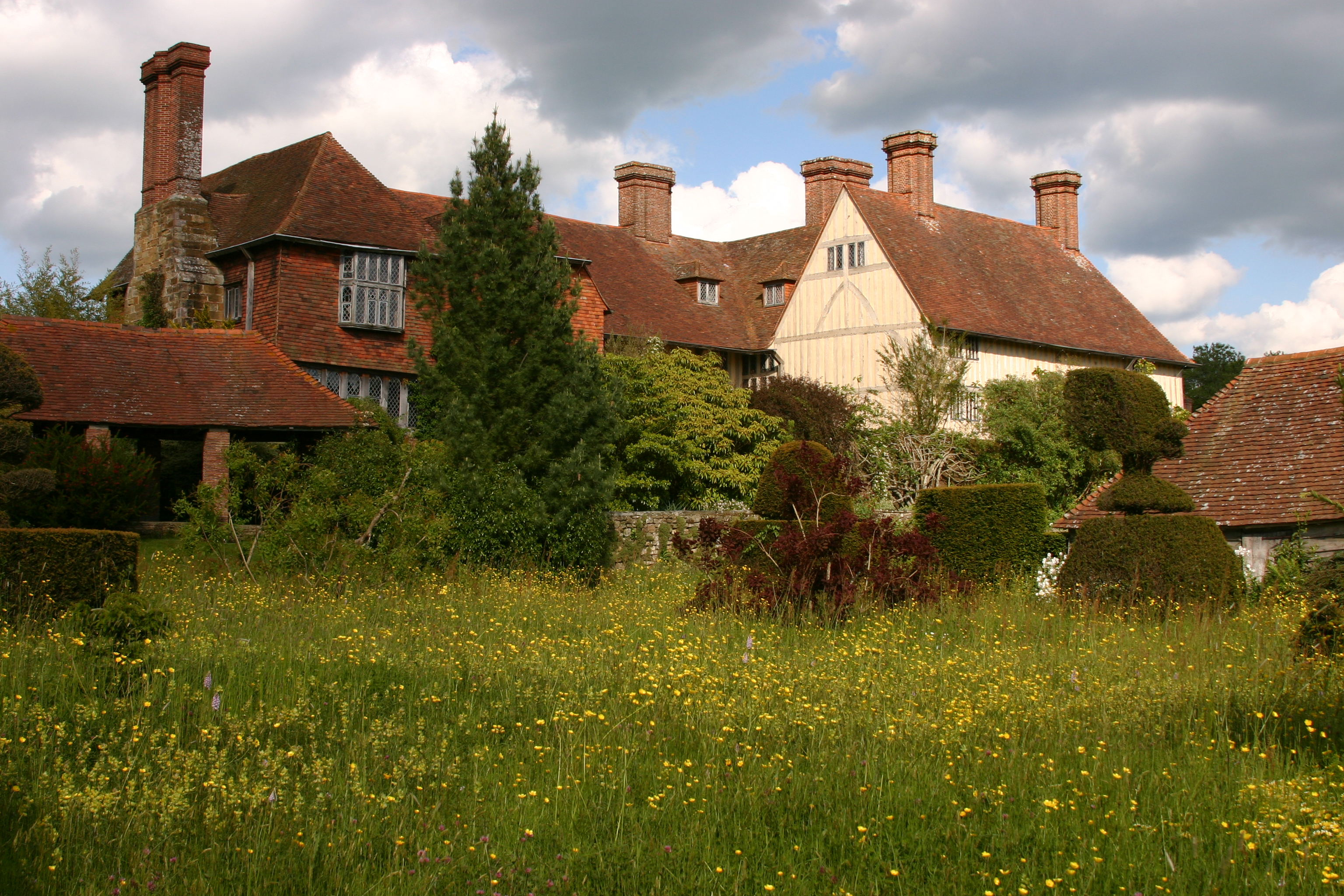
Great Dixter

Great Dixter est une propriété à Northiam, dans le Sussex de l'Est, en Angleterre. La maison a été construite en 1910-12 par l'architecte Edwin Lutyens, qui a combiné une maison préexistante du milieu du XVe siècle avec une maison de structure similaire récupérée de Benenden, dans le Kent, en plus de ses propres ajouts. C'est un monument classé de Grade I. Le jardin est classé Grade I dans le Registre National des Parcs et Jardins d'Intérêt Historiques d'Angleterre.

## La maison

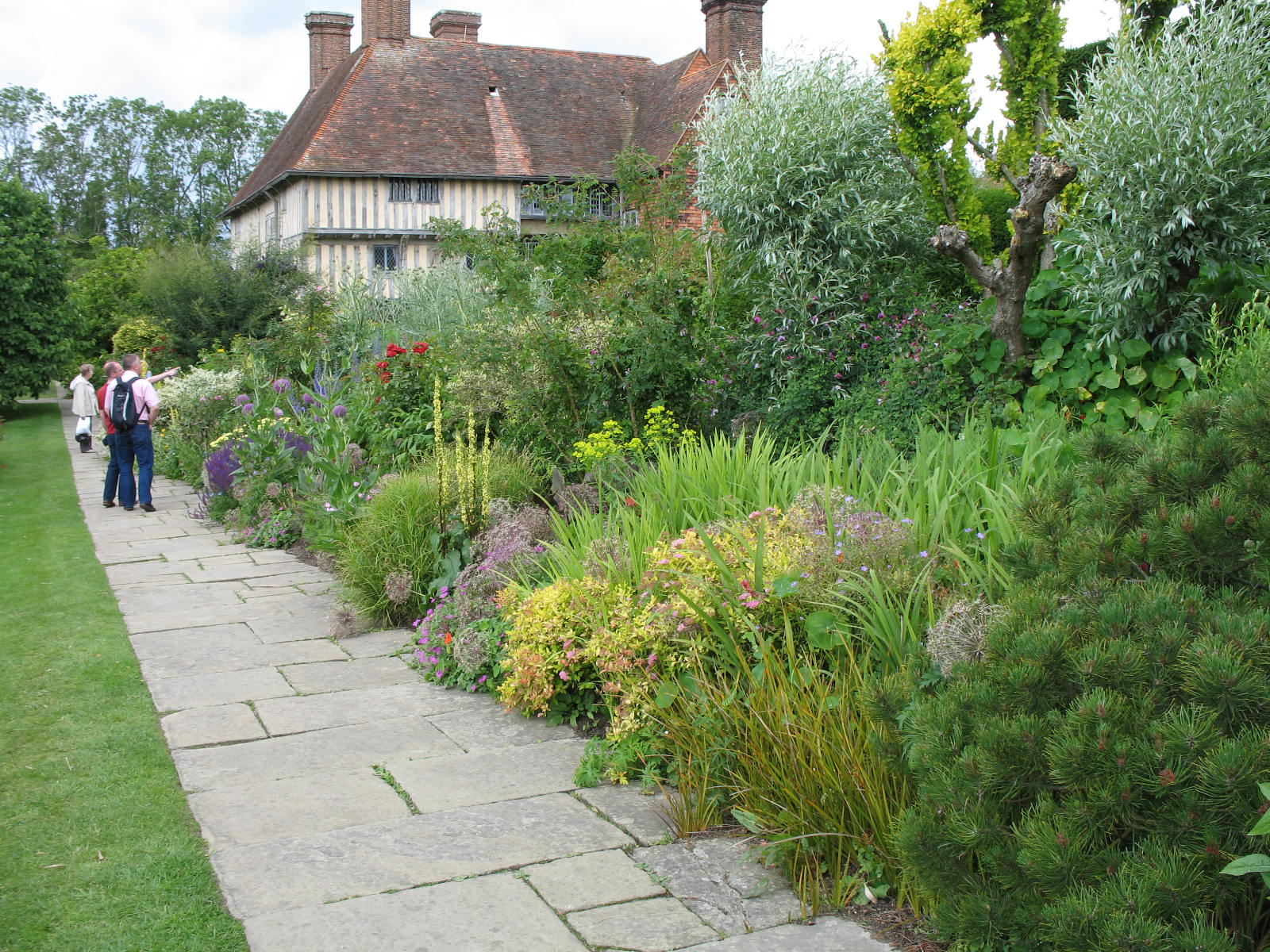
L'allée fleurie dans le jardin

La maison de Northiam originelle, connue sous le nom de Dixter, remontant au milieu du XVe siècle, a été acquise par un homme d'affaires nommé Nathaniel Lloyd en 1909. Il a déplacé du Kent une maison de style similaire du XVIe siècle et les deux ont été combinées avec quelques ajouts par Lutyens pour créer une maison beaucoup plus grande, rebaptisée Great Dixter. C'est une réinterprétation romantique d'un manoir médiéval complet avec Grande Salle, salon, logis et chambre.

## Jardin
Lloyd et Lutyens ont commencé le jardin à Great Dixter, mais c'est le fils de Lloyd Christopher Lloyd, jardinier, écrivain et personnalité de la télévision, qui l'a rendu célèbre. Le jardin est de style Arts & Craft, et comprend des topiaires, une grande allée de fleur, un verger et une prairie de fleurs sauvages. La plantation est abondante, mais structurée, et expérimente d'audacieuses combinaisons de formes, de textures et de couleur. Le jardin est actuellement géré par Fergus Garrett, qui a travaillé  en tant que Chef Jardinier en étroite collaboration avec Lloyd jusqu'à sa mort en 2006 et a introduit un certain nombre d'innovations dans le schéma de plantation.

Sur les terres de Great Dixter se trouvent trois bâtiments de stockage et séchage du houblon du XVIIIe siècle sous un toit commun, et une grange du XVe siècle. Ces bâtiments sont classés Grade II*.

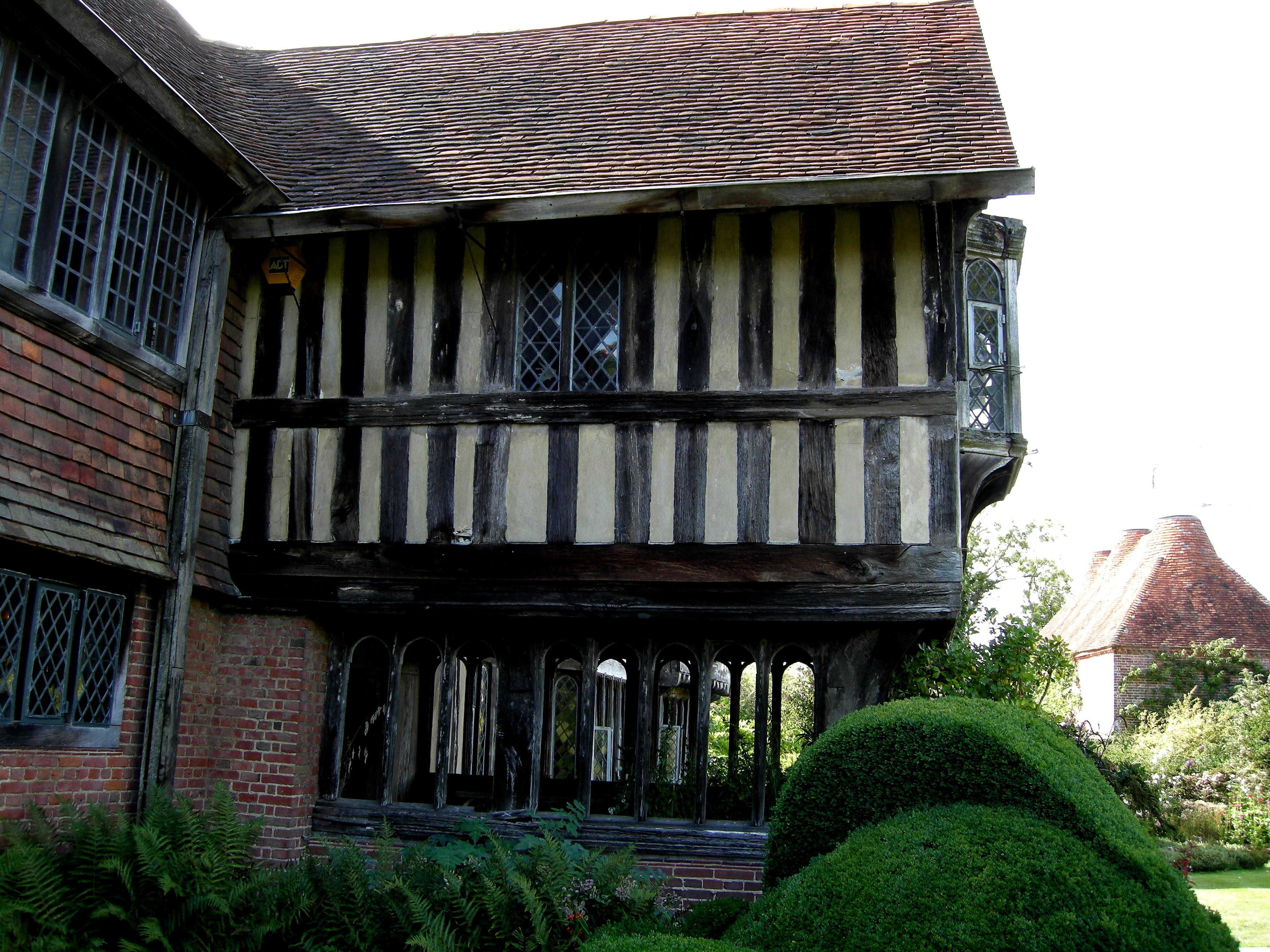
Porche
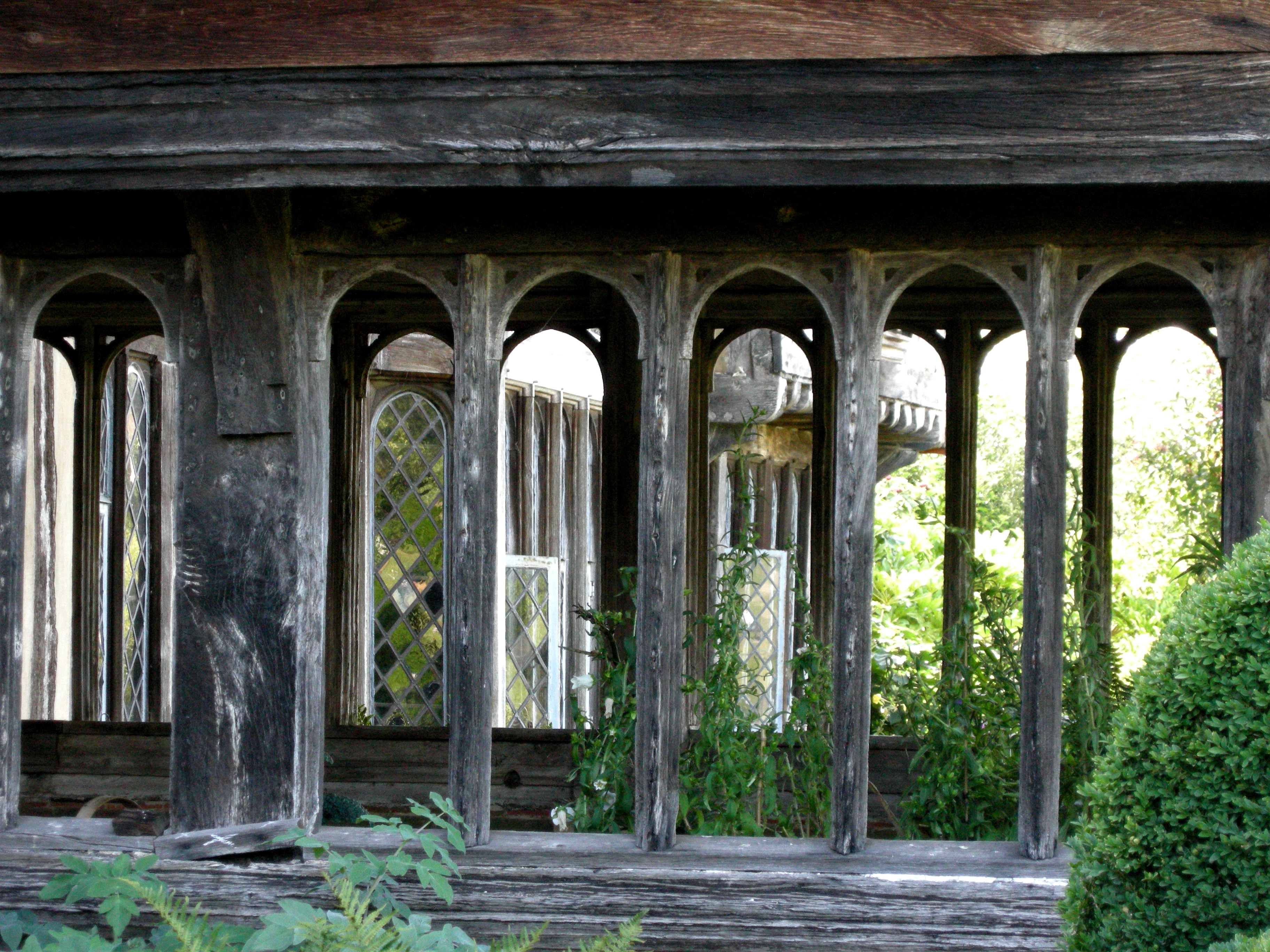
Détail du porche
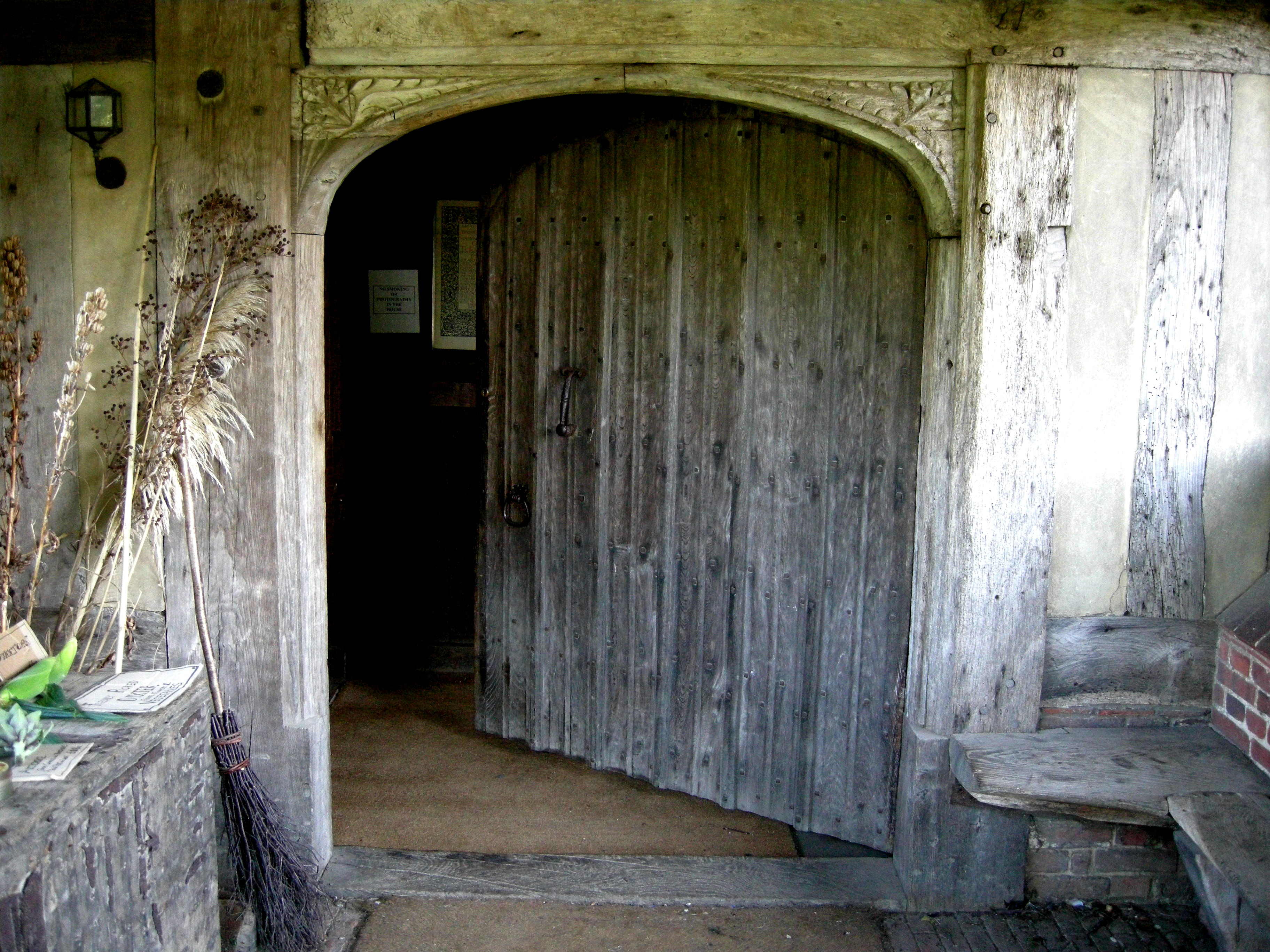
Porte d'entrée à l'intérieur du porche
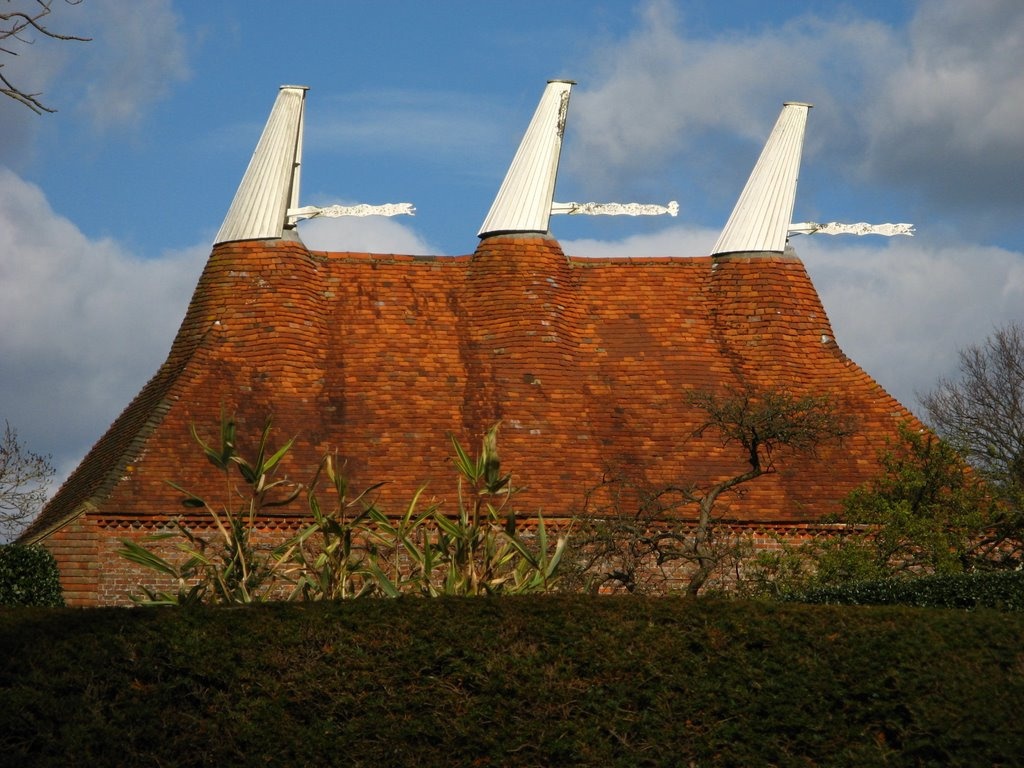
Bâtiment de séchage du houblon
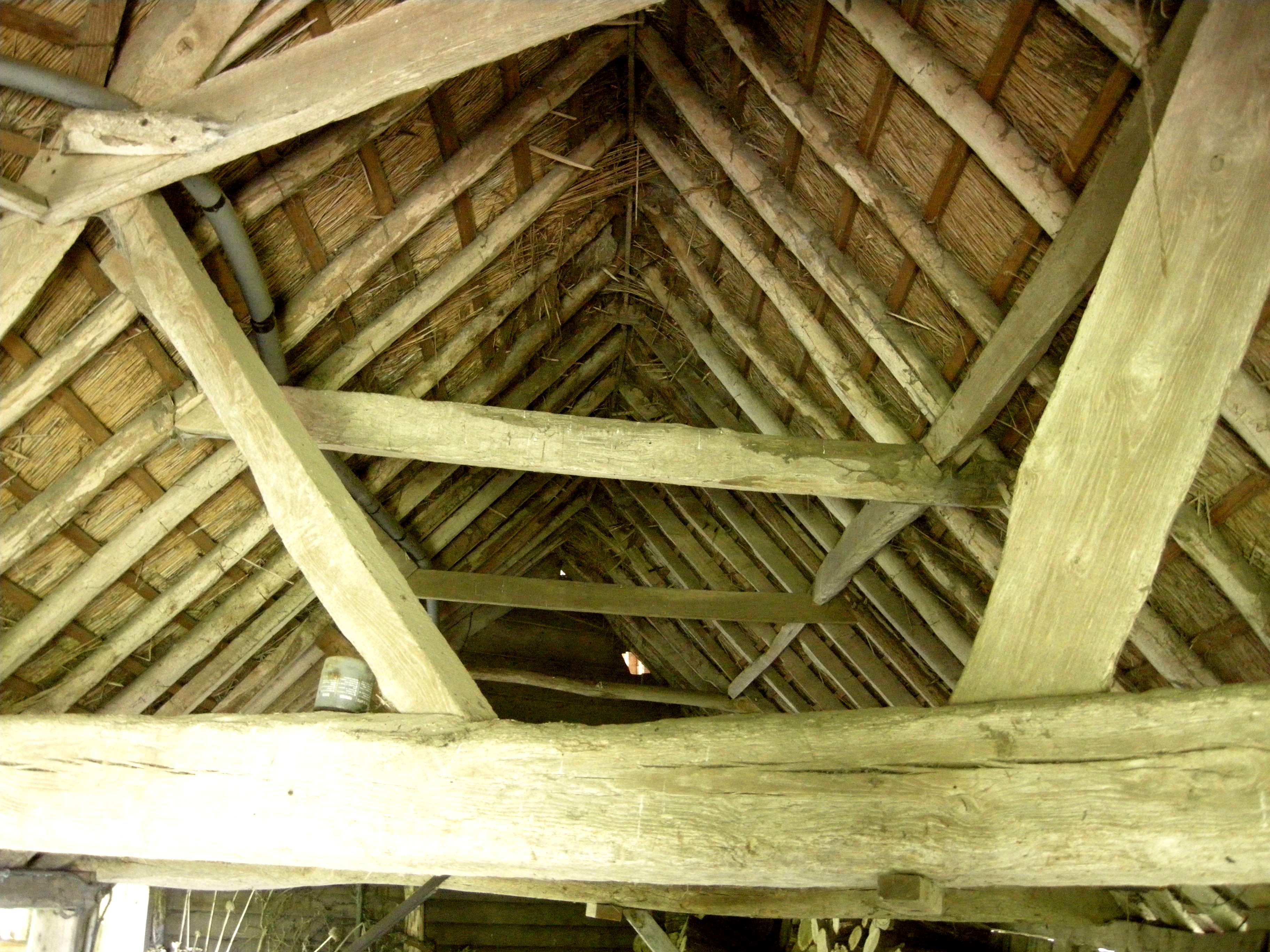
Les poutres de toit à l'intérieur de la grange au toit de chaume

## Gestion
La maison et le jardin sont ouverts au public pour une partie de l'année. Journées d'étude, ateliers et des conférences sont organisés fréquemment. Un organisme de bienfaisance appelé le Great Dixter Charitable Trust a été créé pour assurer la préservation du lieu.